# Força de Unidade Popular

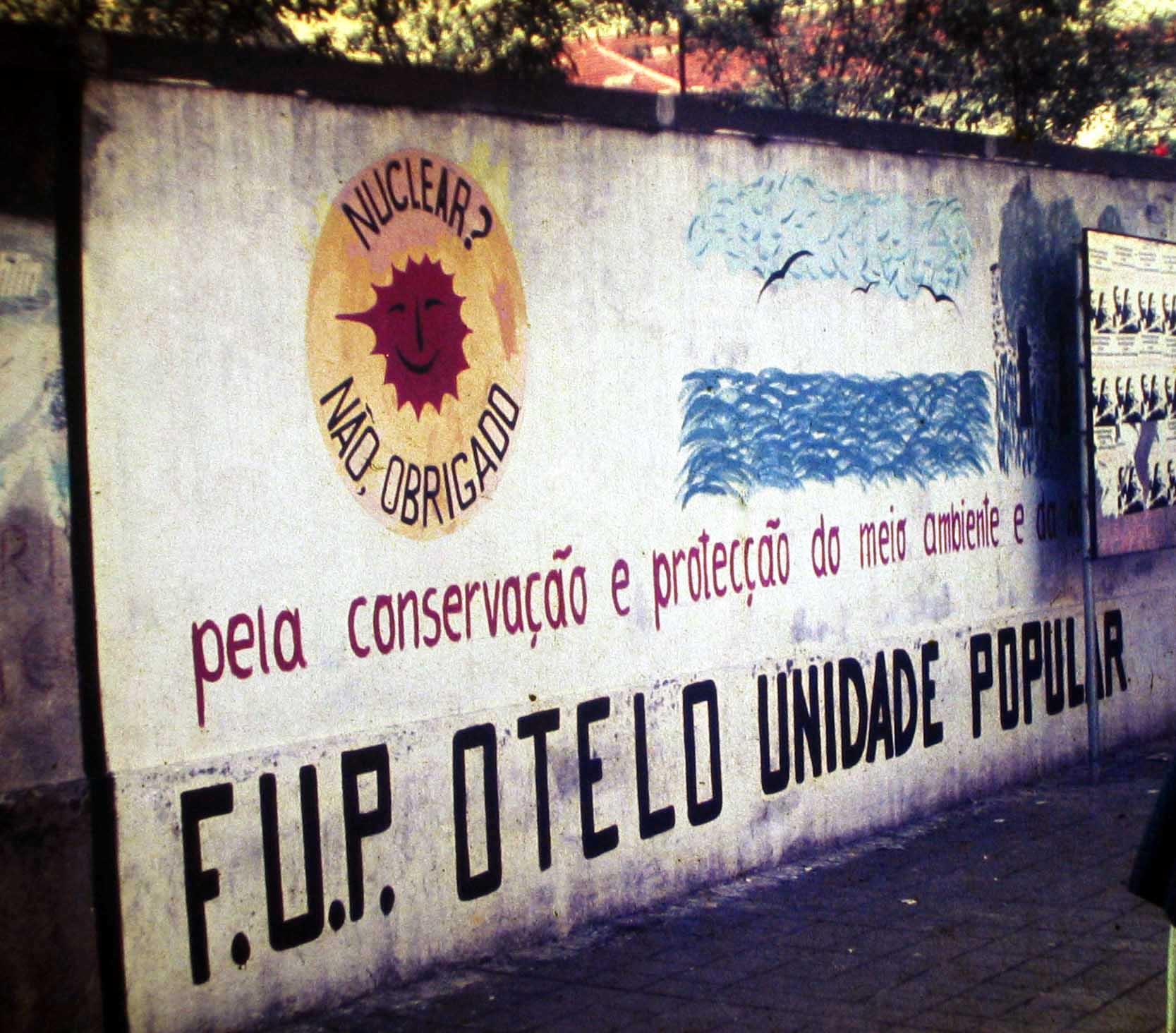

A Força de Unidade Popular (FUP), foi um partido político português, fundado em 1980 e oficialmente extinto em 2004, por decisão do Tribunal Constitucional.
A FUP foi uma plataforma eleitoral congregando vários partidos para se constituir como alternativa revolucionária "face ao reformismo da social democracia e o reformismo liderado pelo PC"
Fundado pelo major Otelo Saraiva de Carvalho na área do "socialismo participado", defendia nos seus estatutos, "promover a unidade popular no seio do povo português para a construção do Socialismo" e "praticar a solidariedade com todos os povos do mundo que lutam pela sua libertação e pelo Socialismo".
Nunca chegou a ir a votos (apresentou candidatos em 1985 e 1991 mas desistiu antes do dia das eleições), tendo apoiado Otelo Saraiva de Carvalho às eleições presidenciais de 1980, onde este obteve um resultado desastroso, com somente 85.896 votos (1,49%).
Os seus principais dirigentes foram presos preventivamente e as suas sedes encerradas, no âmbito da operação Orion, que decapitou a organização terrorista FP-25, bem como a FUP, ambas inseridos no Projecto Global. A FUP correspondia à Organização Política de Massas, uma das componentes do Projecto Global e funcionava como a componente legal da organização terrorista, onde o partido era usado para ações de propaganda e garantir a cobertura política à Estrutura Civil Armada, vulgarmente conhecido como Forças Populares 25 de Abril.
Depois da inconstitucionalidade decretada pelo Tribunal Constitucional em 1989 e a sua libertação por excesso de prisão preventiva, os membros da FUP viriam a ser abrangidos pelas amnistia promulgada pela Assembleia da República de eventual autoria moral em 1996 e considerados inocentes da autoria material em 2001 pelo tribunal, como desenvolvido no caso de Otelo.

## As origens
A ideia de criação do partido, vai surgindo entre os vários movimentos de apoio à candidatura de Otelo à Presidência da República, em Junho de 1976, obtendo quase 800 mil votos e o segundo lugar atrás do General Ramalho Eanes.  Era apoiado pelos sectores mais radicais da esquerda, a maioria deles favoráveis à luta armada e unidos na frente dos Grupos Dinamizadores de Unidade Popular (GDUP).
Desta discussão nacional, surge a Organização Unitária de Trabalhadores (OUT), constituída em congresso, realizado no Pavilhão da Embra, na Marinha Grande, entre 7 e 9 de Abril de 1978, onde marcam presença cerca de 1300 participantes. Tendo o PRP como o seu principal dinamizador e dentro deste Pedro Goulart, que inclusive defende a eventual dissolução do PRP, na OUT. Entre as moções aprovadas, destaca-se a defesa da violência armada como arma política: «o poder popular, só será possível (...) pelo recurso (...) à violência revolucionária armada» e só poderá ser uma realidade «....se os trabalhadores estiverem armados, constituindo um (...) exército popular», e «Só com a violência (...) é possível ao povo a conquista do poder político.» Por não se identificar com o novo regime, a OUT não se constitui como partido político e a maioria dos seus órgãos são ocupados por dirigentes do PRP, partido que cede espaço para albergar o movimento nas suas sedes, permitindo que Otelo Saraiva de Carvalho, que apesar da sua condição de militar, tenha direito a ser considerado um convidado permanente, sem direito a voto.
Menos de dois meses depois do referido congresso na Marinha Grande, dá-se a prisão dos principais dirigentes do Partido Revolucionário do Proletariado / Brigadas Revolucionárias PRP/BR, na sequência de uma operação policial que resultou na prisão de Isabel do Carmo e Carlos Antunes e a morte de um agente da PJ, José Carvalho.  A partir dai, com os seus líderes presos, gera-se uma rutura entre os dirigentes na prisão, que advogavam que este não era o momento para desenvolver o projeto da OUT e e os restantes militantes, ainda em liberdade, liderados por Pedro Goulart, que defendiam a radicalização a luta armada, pela subida de um patamar no uso da violência contra pessoas, como arma política, nomeadamente, baleamentos, assassinatos  e sequestros, alega um familiar de uma das vítimas das FP-25. Esta escalada, representava uma radicalização da luta armada e ultrapassava em muito aquilo que tinha sido a prática do PRP/BR. Este, apesar da violência, focava-se principalmente em alvos físicos, assumindo que as vítimas, mortos ou feridos, não eram o objetivo da organização, mas antes uma potencial consequência negativa, dos assaltos e atentados realizados.
Entre 1978/79, a OUT cria uma organização autónoma de juventude, a Juventude Autónoma Revolucionária (JAR), uma entidade de solidariedade para com povos em luta pela libertação — CNASPEL — e outra que, apesar de efémera, se destina a aglutinar apoio público a Otelo Saraiva de Carvalho. Otelo, entretanto, teria sido punido com a passagem à situação de reserva compulsiva, pelo seu envolvimento político, incompatível com o estatuto de militar.

## Criação da FUP
A 28 de março de 1980, a Força de Unidade Popular é formalizada como uma plataforma eleitoral, numa cerimónia filmada pela RTP. Representantes do MES - Movimento de Esquerda Socialista, OUT - Organização Unitária de Trabalhadores, PC(m-l)P - Partido Comunista (marxista-leninista) de Portugal, PC(R) - Partido Comunista (Reconstruído), PRP - Partido Revolucionário do Proletariado, UC - Unidade Comunista, UDP - União Democrática Popular e quatro independentes rubricam o acordo. Os partidos manteriam a sua independência. O objetivo seria fornecer uma alternativa eleitoral ao reformismo de outros partidos ao centro e à esquerda. A 28 de Julho o partido é formalizado no Supremo Tribunal de Justiça.
Logo após os primeiros atentados das FP-25, a 9 de maio de 1980, elementos do gabinete executivo da FUP, não oriundos do PRP ou da OUT, exigiram que houvesse uma demarcação pública da FUP em relação às FP-25, o que gerou discussão interna na FUP. Na falta dessa demarcação, verificou-se o abandono dos elementos não oriundos da OUT e PRP e que anteriormente teriam pertencido ao MES, da UDP, da FSP, como Acácio Barreiros, Catalina Pestana, Augusto Mateus e Alberto Martins entre outros militantes. Após esta saída, a FUP ficaria reduzida apenas aos elementos que estariam em sintonia com a componente militar armada, as FP-25.
Anos mais tarde, Pedro Goulart, um dos líderes, contraria esta interpretação e justifica a não demarcação: "A FUP, a que eu pertencia, defendia a luta de massas. As FP-25 desenvolviam uma luta de outro tipo - e poderia não estar obrigatoriamente de acordo - mas eles lutavam contra gente que reprimia os trabalhadores. Portanto, não me ia demarcar. Poderia não estar de acordo, mas não me ia demarcar."
A FUP defendia nos seus estatutos a luta permanente pelos objetivos da Revolução Socialista. Esta só seria possível pelo recurso dos trabalhadores à violência revolucionária armada. A interpretação sobre o que tal implica na prática diverge. Nos 1970s, todos os partidos com exclusão do CDS defendiam o caminho para o socialismo e vários deles tinham nos estatutos expressões como "a ditadura do proletariado", mas isso não implicava tal prática.  A FUP defendia a "violência revolucionária de massas (...) - greves, manifestações, concentrações".
No entanto, o partido nunca foi a votos em qualquer eleição legislativa ou autárquica, tendo dado o seu apoio à candidatura de Otelo Saraiva de Carvalho, nas eleições presidenciais de 1980, ainda antes de estar oficialmente constituído. A FUP apresentou candidatos em 1985 e 1991 mas desistiu antes do dia das eleições.

## Organização
A FUP, tinha como órgãos de topo, o Congresso. No intervalo dos Congressos funcionava uma Comissão Central (C.C.) e dentro desta a Comissão Política (COMPOL) que funciona entre os plenários da Comissão Central (C.C.). A COMPOL era constituída pelo Secretário Permanente, os responsáveis políticos e os responsáveis nacionais de sector. A nível regional e local existiam órgãos territoriais e sectoriais, nomeadamente direcções distritais, concelhias, de freguesia e de local de trabalho. Tinha ainda um sector que se dedicava á intervenção e de agitação e propaganda.

## O Projecto Global
Nas eleições presidenciais a realizar em 1980, o confronto previa-se polarizado entre os candidatos Ramalho Eanes e Soares Carneiro, deixando o candidato Otelo de fora., mas «... aos trabalhadores e revolucionários não compete fazer opção pela teoria do mal menor, não compete escolher entre dois serventuários da burguesia e do imperialismo. Compete, sim encontrar alternativas estratégicas e tácticas que demarquem claramente os campos em presença...».
Ainda no ano de 1979, o Projecto Global recém formalizado, estruturado e articulado sentiu a necessidade de, por razões conjunturais, concorrer às eleições legislativas e presidenciais que iriam ocorrer em Outubro e Dezembro de 1980, criando para tal, no âmbito da sua componente legal, uma frente eleitoral.
Porém, a OUT encontrava-se, em 1979, «... sangrada nos seus meios humanos e sempre lutando contra uma permanente crise financeira», não conseguindo «... afirmar-se no panorama, político nacional, não lhe sendo possível até a sua participação nas lutas eleitorais que se seguiríam à sua constituição, devido ao facto de ter sido apenas legalizada como associação política e não como partido. 
E é neste contexto e pela necessidade de viabilizar uma participação nos processos eleitorais — parlamentares e presidenciais— de Outubro e Dezembro de 1980, que Otelo  tomou iniciativa, com a aprovação das estruturas da direcção da OUT, de realizar, com dirigentes de outras organizações políticas da área da chamada esquerda revolucionária ... os contactos necessários com vista à constituição de uma organização frentista» Nascia assim a ideia de se constituir um partido político.
Entretanto, a declaração de extinção do PRP, decretada pelo Supremo Tribunal de Justiça em 28 de Julho de 1980, encaminha o que resta do partido político revolucionário para a OUT, que vem a confundir-se ou integrar-se no Projecto Global, na sua componente da Organização Política de Massas, criada praticamente ao mesmo tempo que a Estrutura Civil Amada, que está prestes a anunciar-se publicamente sob a sigla das FP-25.

## Desmantelamento
Na madrugada de 19 de Junho de 1984, a  Polícia Judiciária, através da Direcção Central de Combate ao Banditismo (DCCB), em coordenação com o Ministério Público Português levou a cabo a Operação Orion. Esta conduziu à detenção de cerca de 40 operacionais das Forças Populares 25 de Abril (parte significativa dos 70 levados a julgamento) e à apreensão de centenas de documentos, armas de guerra e outros materiais probatórios nas sedes da FUP ou em casa de militantes do partido e operacionais das FP-25. A operação policial foi desencadeada com todo o secretismo, ao ponto de não ser do conhecimento prévio nem no Primeiro-Ministro Mário Soares, em viagem ao Japão. Apenas o Ministro da Justiça Rui Machete e o Vice-Primeiro-Ministro Mota Pinto foram previamente informados. A operação Orion, estava inicialmente prevista para o final do Verão, foi antecipada, pelo crescimento dos atentados mortais como ainda informações que estariam para breve os “engarrafamentos”, raptos de outros políticos e empresários com o objetivo de obter resgates financeiros elevados a favor da organização.
Em 20 de Junho, um dia depois da mesma Operação Orion, eram detidos os principais dirigentes da organização entre os quais Otelo Saraiva de Carvalho, Mouta Liz e Pedro Goulart e Humberto Dinis Machado, os principais dirigentes da FUP. Quando da detenção de Otelo, foram apreendidos em sua casa dois cadernos manuscritos por Otelo, um verde e um vermelho, com vários e detalhados relatos de operações e reuniões, nomeadamente a famosa reunião do Conclave na Serra da Estrela, onde Otelo esteve presente. Estes cadernos manuscritos de Otelo fazem parte dos autos e foram reproduzidos em vários livros alusivos ao processo".

## Acusação
Habitualmente Otelo registava no seu caderno de apontamentos tudo o que se dizia, nas reuniões da D.P.M (Direção Político Militar do Projecto Global) identificando por abreviaturas e muito esclarecedora os autores de cada declaração registada. Os cadernos do Otelo foram aliás responsáveis pela incriminação de muitos dos detidos, bem como o esclarecimento sobre muitas das ações da organização. Nas audiências, para além de confessar a quase integralidade dos factos, Otelo foi incapaz de fornecer a mínima explicação plausível para o crime que vinha acusado, afirmando apenas pertencer ao Projecto Global mas não às FP-25. No entanto, o manancial de prova, na qual sobressai o seu manuscrito, onde tudo se relata com siglas e nomes,  foi desvendando ao longo das audiências, na sequência do que havia feito na instrução do processo, junto do juiz Martinho de Almeida Cruz e constituiu elemento de prova muito importante.
A tese da investigação, mais tarde provada em tribunal,  considerava a existência de interligação e articulação orgânica entre as FP-25 e a Força de Unidade Popular. Esta última seria o braço político legal da primeira, havendo para mais uma notória coincidência de militantes e uma acentuada concordância ideológica - e ainda outras organizações políticas periféricas como as referidas Juventude Autónoma Revolucionária (JAR) ou a Comissão de Luta Contra a Repressão (CLCR), articuladas segundo a acusação numa estrutura conjunta denominada Projecto Global.
Exemplares do documento "A Prática Política da FUP" apreendidos na sede da FUP e aos réus Daniel Horácio e Lara Everard, era muito claro
"O Projeto político em que a FUP é apenas uma das componentes, pressupõe a complementarização da luta de massas no quadro das instituições, com a utilização da violência que a burguesia pretende que seja o seu exclusivo o nosso Projecto Político."
Nos Estatutos da FUP, aprovados neste Congresso, consta no seu art.º 4.º: «Esta Revolução passa pela tomada e exercício democrático do poder, pelas classes trabalhadoras e só será possível pelo recurso destas à violência Revolucionária Armada». O armamento dos trabalhadores e insurreição armada constam do n.º 7 da «Declaração de Princípios», aprovada no Congresso do Vimeiro. A FUP assumia pois estatutariamente a violência armada.

## O julgamento

### Julgamentos iniciais e sentenças transitórias
Em Outubro de 1985, Otelo e os restantes dirigentes da FUP foram julgados em tribunal, pelo seu papel na liderança do Projecto Global e das FP 25 de Abril. Otelo é condenado a 15 anos de prisão efetiva em primeira instância. A sentença viria a ser confirmada pelo Tribunal da Relação, que agravou a pena para 18 anos e mais tarde o Supremo Tribunal de Justiça viria a fixá-la em 17 anos de cadeia. Segundo a sentença do tribunal criminal, confirmada pela Relação e o Supremo, a  FUP, também chamada de «Organização Política de Massas», era quem competia desenvolver conflitos sociais, alargar a base de apoio do Projecto Global, funcionando em tudo o resto como um normal partido político, com as suas estruturas e sedes regionais. Esta funcionava como componente politico legal do Projecto Global, dando cobertura a todas as ações de propaganda da organização. O partido legal, serviria adicionalmente como veículo para a aquisição de imóveis, cujo financiamento proviria das ações de financiamento, os assaltos, ajudas externas ou resgates provenientes de raptos, também apelidados de engavetamentos, que apesar de planeados, nunca chegaram a acontecer.

### Inconstitucionalidade, amnistia e inocência
Os réus recorreram da sentença para o Tribunal Constitucional, o qual vai declarar a sentença de inconstitucionalidade em Fevereiro de 1989. O Tribunal Constitucional vem obrigar à reapreciação da prova pelo Tribunal da Relação, mas como não houve lugar ao registo áudio das audiências, a única forma possível para a reapreciação da prova seria a repetição do julgamento. Por ter ultrapassado o prazo de prisão preventiva, uma vez que a sentença não tinha ainda transitado em julgado, foram libertados em Maio de 1989, após mais de cinco anos de prisão preventiva sem culpa formada, passando a aguardar julgamento em liberdade provisória.
Os dirigentes e membros da FUP envolvidos no processo judicial seriam abrangidos pela amnistia e considerados inocentes. Várias ilegalidades pela acusação e os tribunais responsáveis levaria à inconstitucionalidade das primeiras decisões e à libertação dos acusados em prisão preventiva. Em 1996, uma amnistia da Assembleia da República vem resolver este imbróglio jurídico sem fim à vista da acusação de associação terrorista. Em 2001 e 2003, os arguidos são considerados inocentes dos crimes materiais.

## Extinção do partido político
Só no pós-11 de Setembro de 2001 seria o partido político FUP extinto. Comprovada em tribunal, a ligação às FP25 e integração no Projecto Global, foi decretada a sua extinção, pelo Tribunal Constitucional, no Acórdão de 31 Março 2004. No entanto, nesta altura o partido já não tinha existência política, uma vez que as suas sedes tinham sido encerradas e seladas, por ordem judicial e a quase totalidade dos seus dirigentes julgados.

## Cronologia dos principais eventos
- 7 a 9 de Abril de 1978 - realização do congresso da Organização Unitária dos Trabalhadores, na Marinha Grande[11]
- 28 de março de 1980 - anúncio público sobre a criação da Força de Unidade Popular[18]
- 28 de julho de 1980 - oficialização do partido FUP no STJ[50]
- 5 de março de 1983 - no Vimeiro, inicia-se o I Congresso Nacional da FUP[18][51]
- 19 de junho de 1984 - a sede nacional da FUP é revistada e selada e vários documentos apreendidos. São detidos 42 indivíduos, entre os quais Otelo, Mouta Liz e Pedro Goulart, os principais dirigentes do partido e apreendidos vários documentos nas sedes ou em casa dos militantes militantes.[18][31]
- 14 de maio de 1987 - decretado o encerramento provisórios de todas as sedes[51]
- 20 de Maio de 1987 - Condenação no Tribunal de Monsanto, (não unânime, 2 juízes contra um)[48]
- 25 de Novembro de 1987 - Confirmação da condenação pelo Tribunal da Relação.[48]
- 22 de Junho de 1988 - Anulação de algumas decisões, inclusivé da extinção do partido político FUP, mas confirmação das condenações com mudança nas penas pelo Supremo Tribunal de Justiça.[48]
- 15 de Janeiro de 1989 - Sentença anulada por inconstitucionalidade pelo Tribunal Constitucional.[48]
- 19 de Maio de 1989 - Libertação dos presos por excesso de prisão preventiva por decisão do Supremo Tribunal de Justiça.[52]
- 13 de Setembro de 1989 - Condenação da maioria dos arguidos pelo Tribunal da Relação de Lisboa.[48]
- 19 de Dezembro de 1990 - Condenação da maioria dos arguidos pelo Supremo Tribunal de Justiça.[48]
- 27 de Fevereiro de 1996 - Sentença anulada por inconstitucionalidade pelo Tribunal Constitucional.[48]
- 23 de Março de 1996 - Amnistia de autoria moral para os acusados pela Assembleia da Republica.[10][53]
- Abril de 2001 - Veredito de inocente para todos os acusados, com exceção dos "arrependidos", da autoria material, tribunal da Boa Hora.[10]
- Junho de 2003 - Veredito de inocentes confirmado pelo Tribunal da Relação.
- 31 de março de 2004 - decretada a extinção da FUP pelo TC[49]

| 1980 | Otelo Saraiva de Carvalho | FUP | 85 896 | 1,49% | 3.º | - |